# COMSAT
COMSAT (Communications Satellite Corporation) est le premier opérateur de satellites de télécommunications historique. Il est créé en 1962 par l'administration américaine Kennedy pour développer les télécommunications spatiales au sein de l'industrie privée. Il joue un rôle pionnier dans le développement des télécommunications spatiales internationales en lançant le premier satellite de télécommunications en orbite géostationnaire Intelsat I, puis en tant que représentant des États-Unis et acteur majeur des organisations de télécommunications internationales Intelsat et Inmarsat (télécommunications maritimes). Au milieu des années 1970 les autorités américaines de régulation des télécommunications ouvrent à la concurrence le domaine des télécommunications ce qui oblige COMSAT à trouver de nouveaux débouchés. La société lance avec IBM Satellite Business Systems pour donner aux entreprises privées un accès direct aux télécommunications spatiales. COMSAT développe le marché des télécommunications spatiales domestiques avec la série des satellites géostationnaires Comstar. Au début des années 1980 la société se lance avec beaucoup moins de succès dans la diffusion par satellites de programmes de télévision. Dans les années 1980 la société souffre de problèmes de rentabilité et peine à suivre la concurrence. Elle se diversifie avec succès dans l'industrie des loisirs mais ses bénéfices s'effondrent à la fin des années 1990. La société, qui s'est recentrée sur son activité initiale, est rachetée en 1998 par Lockheed Martin et est dissoute en 2000.

## Contexte: la naissance des télécommunications spatiales
Avant même le début de l'ère spatiale (1957), les chercheurs comme les industriels comprennent que les satellites peuvent être utilisés pour améliorer les communications à longue distance. L'écrivain Arthur C. Clarke imagine dans une nouvelle publiée en 1952, l'apport dans ce domaine d'un satellite placé en orbite géostationnaire, c'est-à-dire dans une position fixe par rapport à la surface de la planète. John Robinson Pierce, un ingénieur de la principale compagnie américaine de téléphones AT&T et un pionnier dans le développement des télécommunications, publie une étude en 1955 sur les caractéristiques techniques, les apports et les couts d'un satellite positionné au-dessus de l'océan Atlantique et relayant les communications téléphoniques entre l'Europe et l'Amérique du Nord. D'après ses estimations un tel satellite aurait une capacité de 1 000 communications téléphoniques simultanées chiffre qu'il rapproche des 36 liaisons simultanées permises par le premier câble transatlantique (TAT-1) dont l'inauguration est prévue en 1956. Par contre il évalue le cout d'un tel satellite à 1 milliard US$ (TAT-1 : 30-50 millions US$). 
Après le lancement du premier satellite artificiel en 1957, Spoutnik 1, de nombreux acteurs se penchent sur les opportunités qu'ouvrent l'ère spatiale dans le domaine des télécommunications. Le Congrès américain décide initialement que les travaux de recherche sur ce sujet seront pilotés pour les satellites passifs par l'agence spatiale civile tout juste créée, la NASA, tandis que le département de la Défense aura en charge la mise au point des satellites actifs (comportant des dispositifs d'amplification du signal, les répéteurs) plus prometteurs mais plus complexes. La société AT&T demande en 1960 au régulateur américain des télécommunications, la FCC l'autorisation de développer un satellite de télécommunications opérationnel mais, à la surprise de tous, le gouvernement américain de l'époque ne donne pas son accord en avançant qu'il ne dispose pas du dispositif législatif nécessaire pour gérer toutes les implications d'une telle décision. Mi 1961 la NASA passe commande auprès de la société RCA d'un premier prototype de satellite de télécommunications actif Relay placé sur une orbite moyenne. De son côté AT&T construit un satellite de même type TELSTAR qui sera lancé par la NASA. L'agence spatiale commande à Hughes Aircraft Company la réalisation du premier satellite géostationnaire SYNCOM. Le projet militaire de satellite de télécommunications, ADVENT, est par contre abandonné un an plus tard victime des retards dus à la complexité du satellite envisagé et des surcouts du projet. Le Communications Satellite Act de 1962 proposé par l'administration américaine Kennedy donne le cadre législatif attendu pour développer l'industrie des télécommunications spatiales.

## Historique

### Création de COMSAT
Le Communications Satellite Act de 1962 confie à une nouvelle société privée, COMSAT, indépendante des acteurs des télécommunications comme AT&T dont l'administration Kennedy se méfie, le développement des télécommunications spatiales. COMSAT, qui devient le premier opérateur de satellites de télécommunications, est placée sous la supervision du régulateur américain des télécommunications la FCC. Pour financer son développement la société, qui ne reçoit aucune subvention, s'introduit en bourse avec succès en 1964 parvenant à lever 196 millions US$. À l'époque deux satellites Telstar, deux satellites RELAY et deux satellites SYNCOM, ont été placés en orbite et ont permis la mise au point des premiers composants techniques nécessaires pour les télécommunications spatiales. COMSAT dispose de suffisamment de fonds pour faire construire la demi-douzaine de satellites placés en orbite moyenne proposés par AT&T/RCA et incorporant le meilleur des techniques mises au point avec les satellites TELSTAR et RELAY. Mais la société choisit, à la fois pour des raisons financières et techniques, de faire construire un satellite qui sera placé en orbite géostationnaire. 
En avril 1964 la société passe commande du premier satellite de télécommunications commercial Intelsat I auprès du constructeur Hughes. Le fonctionnement de ce nouveau système de télécommunications dépasse le cadre des seuls États-Unis. Il implique la réalisation de stations de réception terrestres dans d'autres pays, la définition de protocoles techniques communs et d'agréments sur la tarification, etc. Dans ce domaine des jalons ont été posés dans le cadre des projets qui ont précédé. Ainsi pour le satellite TELSTAR AT&T a passé un accord avec les sociétés de télécommunications européennes partenaires dans les projets de câbles de télécommunications sous-marins. La NASA a élargi le cadre de ces accords pour ses projets RELAY et SYNCOM. À l'époque du lancement d'Intelsat I des stations terrestres sont opérationnelles au Royaume-Uni, en France, en Allemagne, en Italie, au Brésil et au Japon. Des négociations sont menées en 1963 et 1964 pour créer une organisation internationale qui serait propriétaire des futurs satellites de télécommunications et assumerait la gestion du système. 
En août 1964 l'organisation International Telecommunications Satellite Consortium (Intelsat) est créée avec 15 pays membres. COMSAT, qui représente les États-Unis, prend en charge la construction et la gestion des satellites. La nouvelle structure constituera au cours des 3 décennies suivantes une source importante de revenus. Le satellite Intelsat I (Early Bird) est lancé en avril 1965 et est positionné avec succès en orbite géostationnaire à 28° de longitude au-dessus de l'océan Atlantique. Le nouveau satellite augmente d'un seul coup des deux tiers la capacité des lignes de télécommunications entre l'Europe et les États-Unis. COMSAT est chargée par la FCC de la conception, construction et gestion des stations terrestres qui assurent les liaisons avec les satellites. Au cours de la première décennie la société construit 65 stations terrestres. 